# Budivoj
Budivoj, anche conosciuto come  Butuj, o Bufuj (1049 – Plön, 8 agosto 1075) è stato un sovrano obodrita e Samtherrscher degli obodriti dal 1066 alla sua morte.

## Biografia

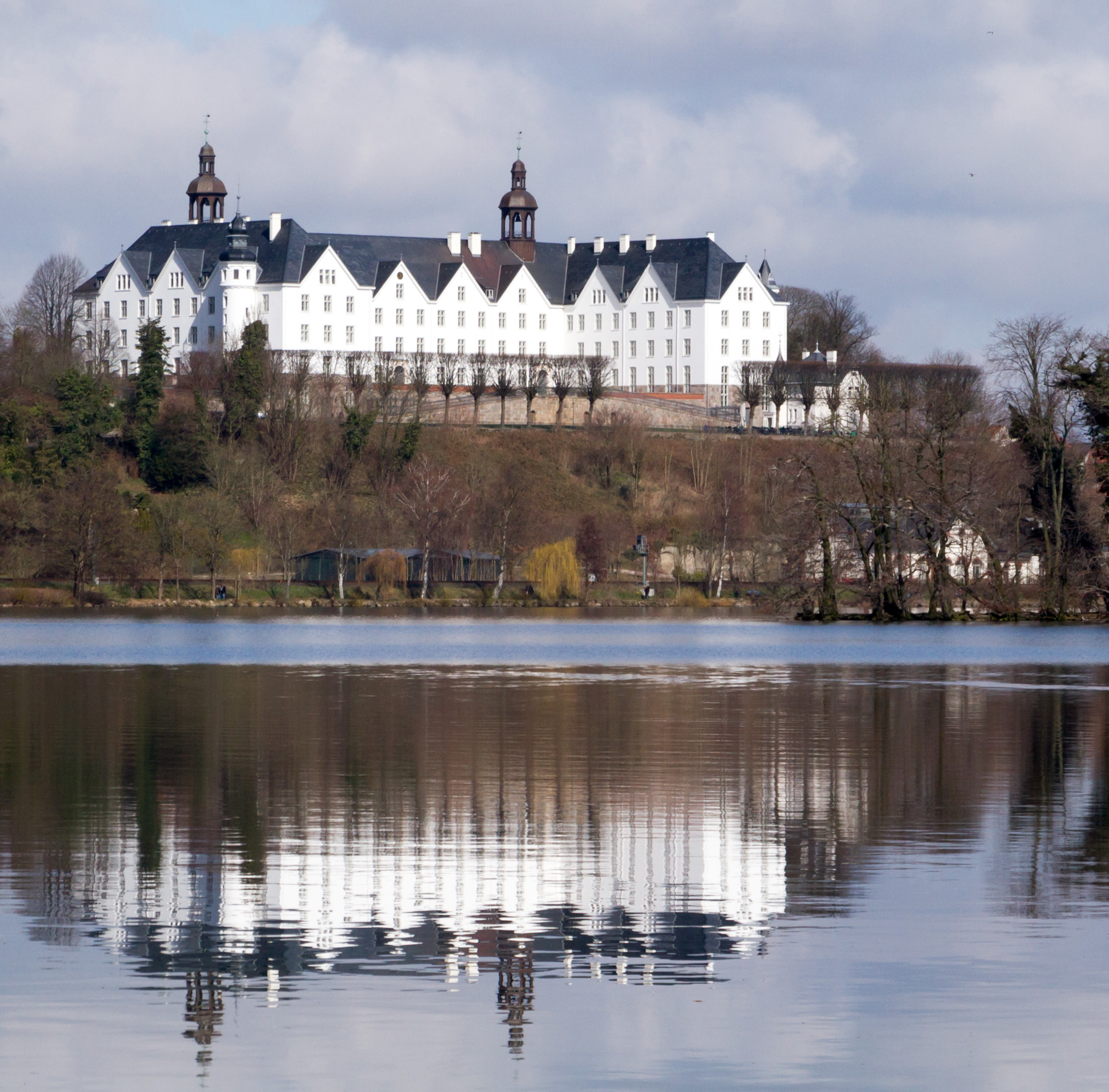
Castello di Plön

Budivoj era il figlio maggiore di Godescalco dei Vendi. Nel 1066 quando Godescalco fu spodestato e ucciso da una rivolta di nobili pagani, 
Budivoj reclamò il regno del padre. Tuttavia l'assemblea popolare decise la questione in favore di Kruko principe di Wagria, in quanto gli anziani temevano che Budivoj, dopo essere diventato sovrano, avrebbe potuto vendicarsi per l'uccisione di suo padre.
Budivoj si rifugiò in Sassonia dove il padre Godescalco aveva dei buoni amici nella famiglia ducale. Qui ottenne l'appoggio del duca Ordulfo, con l'aiuto del quale venne nominato Samtherrscher degli Obodriti, anche se aveva il controllo solo su una parte del loro territorio (presumibilmente la zona del Lago di Schwerin e i dintorni di Wismar), in quanto i Wagri rimasero fedeli a Kruto. In tal modo si ebbe un periodo di diarchia in cui regnavano due sovrani Obodriti, ognuno su una parte di territorio.
Negli anni successivi al 1070 i rapporti di forza nell'area cambiarono radicalmente a causa dei contrasti fra i duchi di sassonia e il re di Germania Enrico IV, nati dalla vicenda del presunto tradimento di Ottone di Northeim e che portarono in seguito alla rivolta dei Sassoni del 1073-1075. Nel 1072 il duca Ordulfo morì e gli succedette il figlio Magnus che tuttavia in quel periodo era tenuto in prigione da Enrico IV per gli aiuti forniti nal 1071 a Ottone di Northeim, e pertanto non poté fornire a Budivoj alcun supporto contro Kruto.
La data di morte di Budivoj è controversa. Secondo Helmold di Bosau questa avvenne nel 1074/1075, allorquando egli attaccò il castello di Plön con una squadra di Bardi (tribù sassone), conquistandolo. Il castello si rivelò però una trappola perché Kruto subito dopo lo circondo assediandolo. Senza nessuno in suo aiuto e con scarsi rifornimenti Budivoj fu costretto a trattare, arrendendosi dopo che gli era stato promesso che avrebbero avuto salva la vita a patto di lasciare le armi. Tuttavia Kruto non mantenne la promessa e uccise Budivoj e tutti i suoi uomini il giorno 8 agosto (1074 o 1075).
Come detto esistono altre datazioni per la morte di Budivoj. In particolare una accreditata è quella riportata nel Necrologio della Chiesa di San Michele a Lüneburg, una raccolta di manoscritti medievali risalenti al XV secolo. Qui viene indicato che un certo Bitti, identificato successivamente come Buthue, morì a Plön l'8 agosto 1701.

## Ascendenza
|                      |   |   | Genitori |  |  | Nonni |  |  | Bisnonni |  |  | Trisnonni |  |
|                      |   |   |          |  |  |       |  |  | Mstislaw |  |  | Mstivoj   |  |
|                      |   |   |          |  |  |       |  |  | Mstislaw |  |  | Mstivoj   |  |
|                      |   | … |          |  |  |       |  |  | Mstislaw |  |  |           |  |
| Pribignew            |   |   |          |  |  |       |  |  | Mstislaw |  |  |           |  |
|                      |   | … | …        |  |  |       |  |  |          |  |  |           |  |
|                      |   | … | …        |  |  |       |  |  |          |  |  |           |  |
|                      |   | … | …        |  |  |       |  |  |          |  |  |           |  |
| Godescalco dei Vendi |   | … |          |  |  |       |  |  |          |  |  |           |  |
|                      |   | … | …        |  |  |       |  |  |          |  |  |           |  |
|                      |   | … | …        |  |  |       |  |  |          |  |  |           |  |
|                      |   | … | …        |  |  |       |  |  |          |  |  |           |  |
| …                    |   | … |          |  |  |       |  |  |          |  |  |           |  |
|                      |   | … | …        |  |  |       |  |  |          |  |  |           |  |
|                      |   | … | …        |  |  |       |  |  |          |  |  |           |  |
|                      |   | … | …        |  |  |       |  |  |          |  |  |           |  |
| Budivoj              |   | … |          |  |  |       |  |  |          |  |  |           |  |
|                      | … | … |          |  |  |       |  |  |          |  |  |           |  |
|                      | … | … |          |  |  |       |  |  |          |  |  |           |  |
|                      | … | … |          |  |  |       |  |  |          |  |  |           |  |
| …                    | … |   |          |  |  |       |  |  |          |  |  |           |  |
|                      |   | … | …        |  |  |       |  |  |          |  |  |           |  |
|                      |   | … | …        |  |  |       |  |  |          |  |  |           |  |
|                      |   | … | …        |  |  |       |  |  |          |  |  |           |  |
| …                    |   | … |          |  |  |       |  |  |          |  |  |           |  |
|                      |   | … | …        |  |  |       |  |  |          |  |  |           |  |
|                      |   | … | …        |  |  |       |  |  |          |  |  |           |  |
|                      |   | … | …        |  |  |       |  |  |          |  |  |           |  |
| …                    |   | … |          |  |  |       |  |  |          |  |  |           |  |
|                      |   | … | …        |  |  |       |  |  |          |  |  |           |  |
|                      |   | … | …        |  |  |       |  |  |          |  |  |           |  |
|                      |   | … | …        |  |  |       |  |  |          |  |  |           |  |
|                      |   | … |          |  |  |       |  |  |          |  |  |           |  |